# Obtest
Az Obtest litván black/pagan metal együttes, 1992-ben alakult Vilniusban. Főleg litván nyelven énekelnek, demó lemezeiken azonban angol nyelvű dalok is akadtak. 2008-ban az Osmose Productionsszel kötöttek szerződést.

## Tagok
- Sadlave – gitár
- Baalberith – ének
- Karolis – basszusgitár
- Insmuth – dob
- Enrikas Slavinskis – gitár

## Korábbi tagok
- Demonas – dob

## Diszkográfia
- Oldness Coming (demó, 1995)
- Live at Poltergeist (VHS, 1995)
- Pries audra (demó, 1995)
- Tukstantmetis (album, 1997)
- 9 9 7 (EP, 1998)
- Prisiek (EP, 2001)
- Auka Seniems Dievams (album, 2001)
- Dvylika JuodVarniu (EP, 2003)
- Tevynei (videóalbum, 2004)
- Is kartos i karta (album, 2005)
- Pries audra (EP, 2006)[2]
- Gyvybes medis (album, 2008)
- Amzina ausra (kislemez, 2011)
- Pries audra (válogatáslemez, 2012)
- 77 (split lemez, 2015)